# 2012年2月伊德利卜市军事行动
2012年2月伊德利卜市军事行动是叙利亚内战期间，由叙利亚政府军发动的针对伊德利卜市内反对派武装的军事行动。这场军事行动开始于2012年2月14日。

## 背景
早在2月12日，据报道伊德利卜市内的反对派武装就已经开始准备政府军即将发动的“不可避免的进攻”。

## 行动经过
伊德利卜市的军事行动开始于2月14日。叙利亚革命委员会报道称在2月15日，在叙利亚全境有54人被安全部队打死，其中大部分人死于伊德利卜市。 而叙利亚地方协调委员会报道在2月15日，伊德利卜市市内有11人丧生。 中国媒体报道了一系列伊德利卜市居民逃避政府军坦克袭击的照片。
2月16日，来自俄罗斯媒体的消息称伊德利卜市内多个街区在武装分子的控制之下，这些武装分子劫掠了政府办公大楼和一些公司的办公室。 叙利亚地方协调委员会报道称在伊德利卜市市内发生了屠杀事件，38人在屠杀中丧生，其中大部分死于Muhameel地区，据称这些人是被叙利亚政府军处决的。 还有报道称这一地区遭到了坦克的猛烈炮击。
2月19日，叙利亚自由军枪杀了一名国家公诉人和一名法官。
2月21日，叙利亚地方协调委员会报道称55人在一起屠杀中丧生。